# Sona Velikhan
Sona Velikhan Ibrahim kizi (en azerí: Sona İbrahim qızı Vəlixan) fue una oftalmóloga soviética y azerbaiyana, doctora en medicina, profesora, distinguida académica de RSS de Azerbaiyán, la primera mujer azerbaiyana que obtuvo un diploma de medicina.

## Biografía
Sona Velikhan nació el 19 de junio de 1883 en Járkov en la familia médica. En Járkov también completó su enseñanza secundaria. En 1990  se fuera a Suiza, donde hice un año en la universidad de la ciudad Lausana. En 1908 Sona graduó la Universidad Médica de San Petersburgo.  

### Carrera
Después de su graduación trabajaba en la facultad médica de la Universidad de Járkov. 
Después, hasta 1939 trabajó en el departamento de las enfermedades oculares del Instituto Médico de Azerbaiyán. Desde 1939 hasta 1971 era el jefe del departamento  las enfermedades oculares. 
En 1942 fue ascendido a distinguida académica de RSS de Azerbaiyán. 
Sona Velikhan murió el 4 de abril de 1982.